# Září 2023
Toto je archivovaný článek z portálu Aktuality.
1. září – pátek
 Společnost Kaprain podnikatele Karla Pražáka koupila od společnosti Agrofert chemičku Synthesia, vydavatelství MAFRA a společnost Londa, která provozuje rádio Impuls. 
 Roskosmos oznámil, že mezikontinentální balistická raketa R-36 byla nahrazena novou raketou RS-28 Sarmat. 
2. září – sobota
 Raketa PSLV vynesla indickou koronografickou sondu Áditja-L1. Cílem sondy je librační centrum L1. 
3. září – neděle
 Tisíce návštěvníků festivalu Burning Man zůstaly po přívalovém dešti uvězněny v Black Rock Desert v severozápadní Nevadě. 
 Ukrajinský prezident Volodymyr Zelenskyj navrhl výměnu ministra obrany Oleksije Reznikova. 
 Kosmická loď Dragon společnosti SpaceX odstartovala z ISS a veze zpět čtyři astronauty. 
4. září – pondělí
 Čtyři astronauti, Stephen Bowen, Warren Hoburg, Andrej Feďajev a Sultán an-Nejádí, se vrátili z půlroční mise na ISS. 
5. září – úterý
 Enrique Tarrio, bývalý vůdce Proud Boys, byl odsouzen k 22 letům odnětí svobody za organizaci útoku na americký Kapitol v roce 2021. 
7. září – čtvrtek
 Japonská raketa H-IIA vynesla do vesmíru rentgenový teleskop XRISM a lunární lander SLIM. 
8. září – pátek
 Pařížská starostka Anne Hidalgová odebrala čestné občanství, palestinskému prezidentovi, Mahmúdovi Abbásovi, kvůli jeho antisemitskému projevu před členy Fatahu v Rámaláhu. 
9. září – sobota
 Zemětřesení v Maroku si vyžádalo nejméně 2000 mrtvých a 2000 zraněných. 
10. září – neděle
 Přívalová povodeň vyvolaná medikánem Daniel zničila čtvrtinu libyjského města Derna a zabila nejméně 11 300 lidí. 
 Římskokatolická církev blahořečila devítičlenou rodiny Ulmových, kteří byli zastřeleni nacistickou policii za ukrývání Židů. 
12. září – úterý
 Česko-francouzská herečka Chantal Poullainová byla vyznamenána Řádem čestné legie nejvyšším francouzským státním vyznamenáním. 
14. září – čtvrtek
 Francie zakázala prodej iPhone 12 kvůli vysoké úrovni elektromagnetické radiace. 
 Americký právník a podnikatel Hunter Biden byl obviněn ze tří federálních zločinů v souvislosti s nelegálním držení střelné zbraně. 
15. září – pátek
 V 17:44 odstartovala z kosmodromu Bajkonur raketa Sojuz 2.1a, která veze na ISS tři ruské kosmonauty a jednu americkou astronautku. 
18. září – pondělí
 Město Žatec a krajina žateckého chmele byly zapsány na seznam světového dědictví UNESCO, a staly se tak sedmnáctým českým zápisem. 
19. září – úterý
 Ázerbájdžán zahájil vojenskou operaci proti arménským silám v Náhorním Karabachu. 
20. září – středa
 Ruskem dojednané příměří ukončilo válku v Náhorním Karabachu. Republika Arcach souhlasila s demobilizací ozbrojených sil a zahájení rozhovorů o reintegraci území do Ázerbájdžánu. 
21. září – čtvrtek
 Rupert Murdoch oznámil, že odstoupí z představenstva mediálních společností News Corp, Fox Corporation a televizní stanice Fox News. 
24. září – neděle
 Ujgurská profesorka Rahile Dawut byla čínskými úřady odsouzena k doživotnímu trestu odnětí svobody za separatismus. 
 Kapsle z vesmírné sondy OSIRIS-REx se vrátila na Zemi. 
25. září – pondělí
 Výbuch skladu pohonných hmot poblíž karabašského Stěpanakertu zabil 125 lidí. V důsledku nedávného konfliktu uprchlo z Náhorního Karabachu do Arménie nejméně 28 000 arménských uprchlíků. 
 Výbor pro světové dědictví na svém 45. zasedání v saúdskoarabském Rijádu přidal čtyřicet dva památek na seznam Světového dědictví UNESCO. 
26. září – úterý
 Nejméně 100 mrtvých si vyžádal požár obřadní síně při svatebním shromáždění v iráckém městě Karakoš. 
27. září – středa
 Arcažský prezident Samvel Šahramanjan podepsal po prohrané válce dekret o zániku všech institucí mezinárodně neuznané Republiky Arcach k 1. lednu 2024. 
28. září – čtvrtek
 Předseda Senátu Miloš Vystrčil ocenil Stříbrnou medailí sedmnáct osobností. 
30. září – sobota
 V Národním divadle byly uděleny divadelní Ceny Thálie za rok 2023. 
 Ve slovenských předčasných parlamentních volbách zvítězila strana SMER-SD bývalého premiéra Roberta Fica. 